# 4. Oscar-gála
A 4. Oscar-díj átadása 1931. november 10-én történt. 
Az ünnepségen a legjobb férfi főszereplő díjára jelölt kilencéves Jackie Cooper az átadó alatt elaludt a legjobb színésznő jelölt Marie Dressler vállán. Amikor bejelentették, hogy Dressler a nyertes, Coopert az anyja ölébe tették.
A Cimarron volt az első western, amely a legjobb filmek között nyerni tudott, és 59 éven át, a Farkasokkal táncoló 1990-es díjáig az is maradt.
A Cimarron volt az első film, amely hét jelölést kapott, megdöntve a nevezési rekordot, és az első, amely több mint két díjat nyert el.
Megemlékeztek az év nagy veszteségéről, az 1931. október 18-án elhunyt Thomas Alva Edisonról, aki oly sok találmányával járult hozzá a film megszületéséhez és fejlődéséhez.

## Díjak

### Legjobb film
Győztes:
- Cimarron

Jelölések:
- East Lynne
- Címlapsztori (The Front Page)
- Skippy
- Trader Horn

### Legjobb férfi főszereplő
Győztes:
- Lionel Barrymore - Egy szabad lélek (A Free Soul)

Jelölések:
- Jackie Cooper –Skippy
- Richard Dix – Cimarron
- Fredric March – The Royal Family of Broadway
- Adolphe Menjou – Címlapsztori (The Front Page)

### Legjobb női főszereplő
Győztes:
- Marie Dressler – Min és Bill

Jelölések:
- Marlene Dietrich – Marokkó (Morocco)
- Irene Dunne – Cimarron
- Ann Harding – Holiday
- Norma Shearer – Egy szabad lélek (A Free Soul)

### Legjobb rendező
Győztes:
- Norman Taurog  – Skippy

Jelölések:
- Clarence Brown – Egy szabad lélek (A Free Soul)
- Lewis Milestone – Címlapsztori (The Front Page)
- Wesley Ruggles – Cimarron
- Josef von Sternberg – Marokkó (Morocco)

### Legjobb eredeti történet
Győztes:
- Hajnali őrjárat (The Dawn Patrol) – John Monk Saunders

Jelölések:
- The Doorway to Hell – Rowland Brown
- Laughter – Harry d'Abbadie d'Arrast, Douglas Doty, Donald Ogden Stewart
- A közellenség (The Public Enemy) – John Bright, Kubec Glasmon
- Smart Money – Lucien Hubbard, Jose Jackson

### Legjobb adaptált forgatókönyv
Győztes:
- Cimarron – Howard Estabrook

Jelölések:
- A kis cézár (Little Caesar) – Francis Edward Faragoh, Robert N. Lee
- Holiday – Horace Jackson
- Skippy – Joseph L. Mankiewicz, Sam Mintz
- The Criminal Code – Seton I. Miller, Fred Niblo, Jr.

### Legjobb hangkeverés
Győztes:
- Paramount Publix Studio Sound Department

Jelölések:
- MGM Studio Sound Department
- RKO Radio Studio Sound Department
- Samuel Goldwyn-United Artists Studio Sound Department

### Legjobb operatőr
Győztes:
- Tabu: A Story of the South Seas – Floyd Crosby

Jelöltek:
- Cimarron – Edward Cronjager
- Marokkó (Morocco) – Lee Garmes
- The Right to Love – Charles Lang
- Svengali – Barney McGill

### Legjobb látványtervezés
Győztes:
- Cimarron – Max Rée

Jelöltek:
- Whoopee! – Richard Day
- Marokkó (Morocco) – Hans Dreier
- Just Imagine – Stephen Goosson, Ralph Hammeras
- Svengali – Anton Grot

## További jelölések és díjak
A következő 7 film kapott több jelölést:
- 7 jelölés: Cimarron
- 4 jelölés: Skippy és Marokkó
- 3 jelölés: Címlapsztori (The Front Page) és Egy szabad lélek (A Free Soul)
- 2 jelölés: Holiday és Svengali

A következő film kapott több díjat:
- 3 kategóriában: Cimarron